# Hydrobates leucorhus
El paíño boreal (Hydrobates leucorhus) es una especie de ave procelariforme de la familia Hydrobatidae propia del Atlántico y el Pacífico norte. Es un ave pelágica de plumaje oscuro y pequeño tamaño, aunque mayor que el paíño europeo; del que se diferencia además porque la mancha blanca de su obispillo es menor, y presentar una lista parda en la parte superior de las alas en lugar de lista blanca en la parte inferior. El paíño boreal se reproduce principalmente en islas de las zonas frías del Atlántico norte.

## Descripción

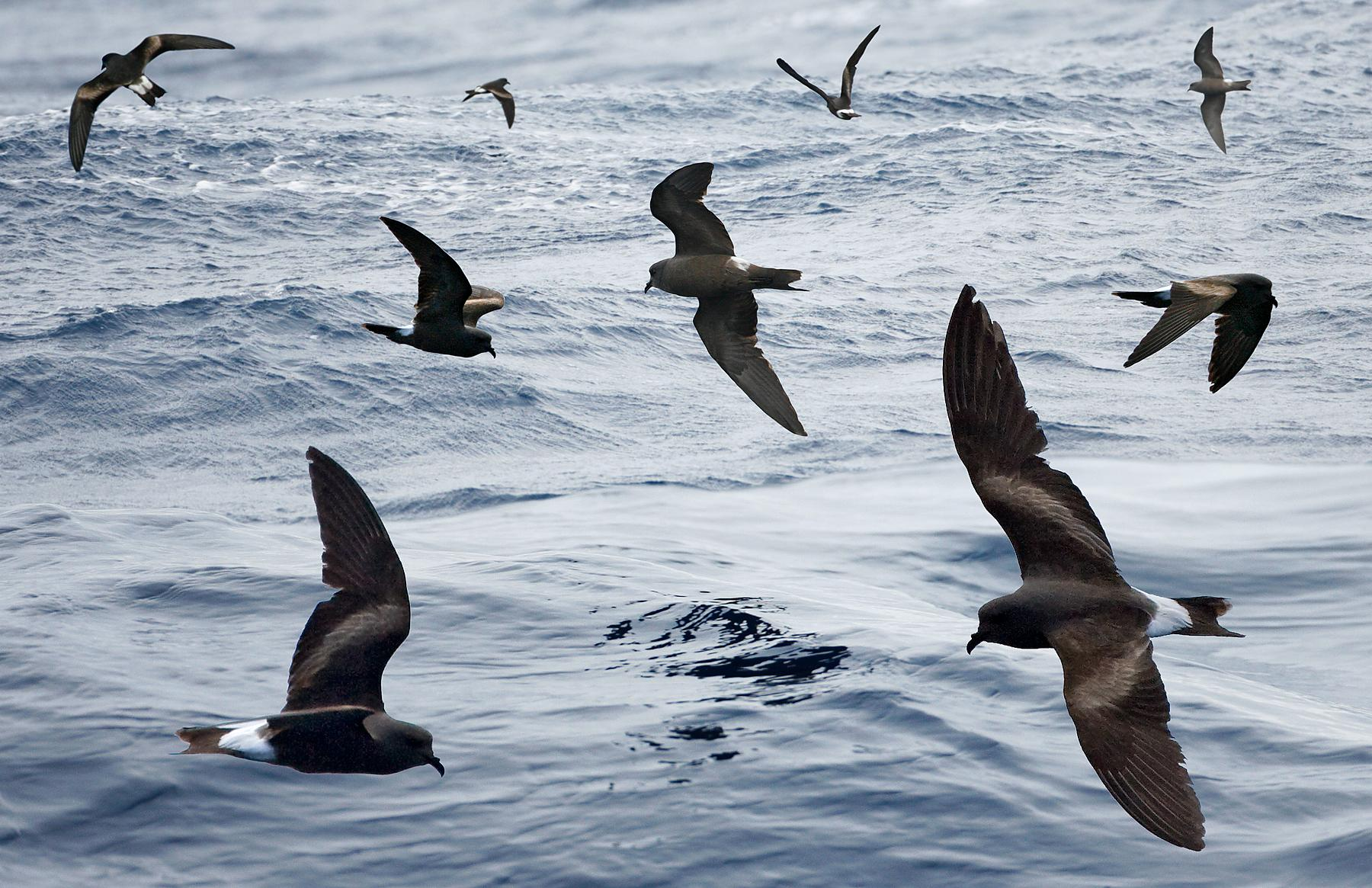
Se caracteriza por su tamaño, la lista parda de la parte superior de sus alas y un obispillo blanco más reducido que otros paíños.

El paíño boreal mide alrededor de 20 cm de longitud, y tiene una envergadura alar entre 43–48 cm y un peso alrededor de los tan solo 45 g. Su plumaje es principalmente negruzco, con un color similar al del hollín, con una lista parda que recorre la parte superior de sus alas. Su obispillo suele ser blanco y estar dividido en dos por un línea oscura longitudinal, aunque existen individuos de las poblaciones de la costa pacífica del sur de Norteamérica que lo tienen oscuro. Los ejemplares de obispillo oscuro son raros al norte de California pero su porcentaje aumenta repentinamente en la frontera entre México y Estados Unidos donde representan entre el 90-100% de los individuos reproductores.
Los paíños boreales en Europa se distinguen fácilmente del resto de especies de paíños porque son considerablemente mayores que el paíño europeo y el paíño de Wilson, tienen la cola ligeramente ahorquillada, la mancha blanca de su obispillo es más pequeña y presenta un patrón de vuelo diferente. Además se diferencia del paíño europeo por presentar la lista parda en la parte superior de las alas en lugar una blanca en la parte inferior. Su diferenciación de otra especie atlántica es más complicada, el paíño de Madeira, salvo por la extensión del blanco de su obispillo y el patrón de vuelo. Y en el Pacífico es más complicado todavía ya que los individuos con obispillo oscuro pueden confundirse con tres especies de paíños de plumaje totalmente oscuro de la región.

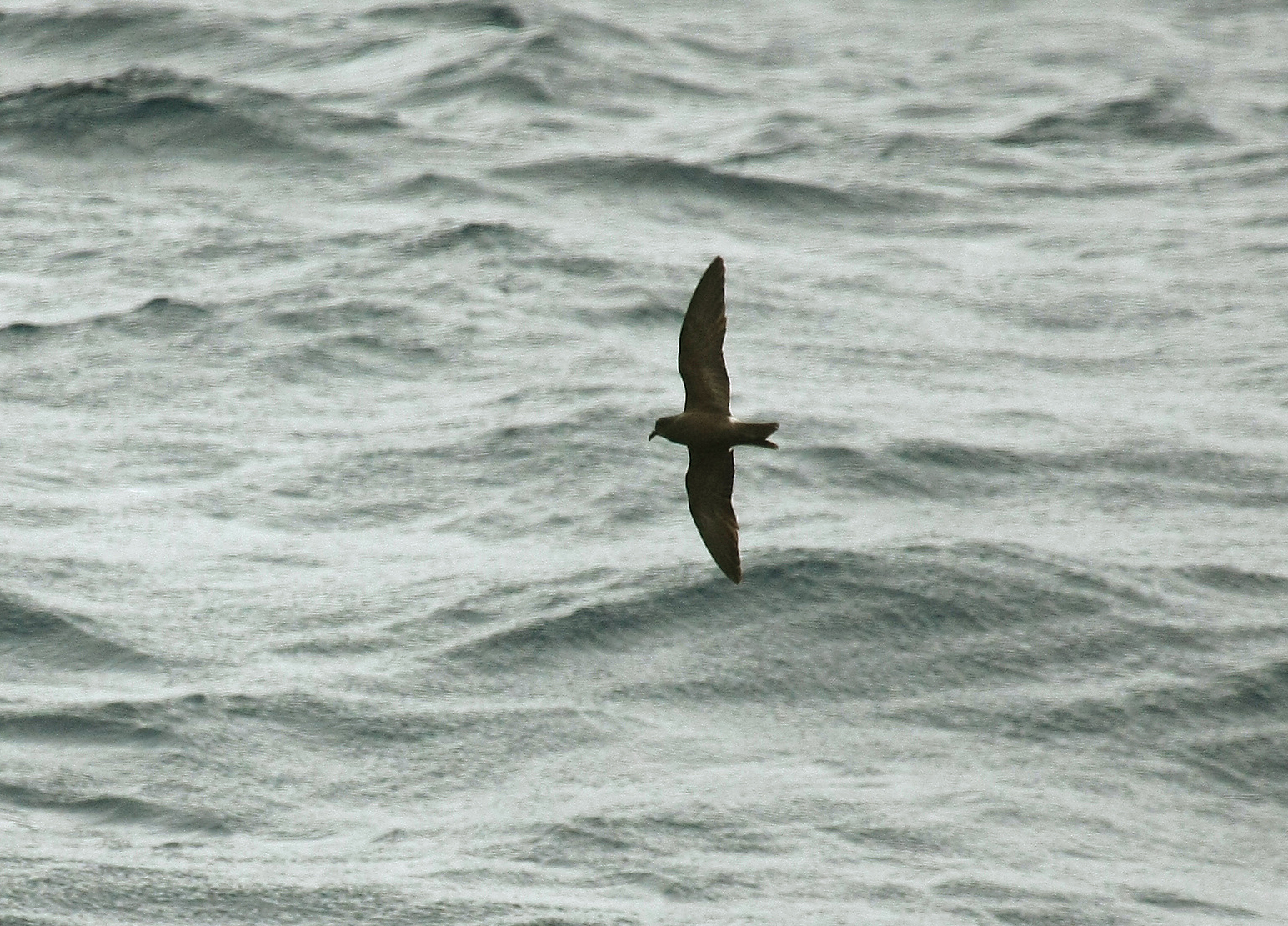
Los paíños boreales viven en alta mar la mayor parte del año.

## Taxonomía
El paíño boreal se clasificaba en el género Oceanodroma, pero en 2021 la Unión Ornitológica Internacional, fusionó los géneros Oceanodroma e Hydrobates en un único género (Hydrobates) debido a que la familia era parafilética y el paíño boreal pasó a formar parte del género Hydrobates. Los paíños son los miembros más pequeños del orden Procellariiformes, e integran una de sus cuatro familias principales, junto a Diomedeidae (albatros), Procellariidae (petreles y pardelas) y Oceanitidae (paíños australes). Los procelariformes son aves marinas que se caracterizan por tener picos con tubos nasales sobresalientes y alas largas y estrechas, que les permiten surcar los vientos planeando sobre el mar largas distancias. 
El paíño boreal fue descrito científicamente por el ornitólogo francés Louis Jean Pierre Vieillot en 1818, con el nombre de Procellaria leucorhoa. Posteriormente fue trasladado al género Oceanodroma, creado por Ludwig Reichenbach en 1853. Y finalmente, en 2021 trasladado al género Hydrobates. Se reconocen cuatro subespecies de paíño boreal:
- H. l. leucorhoa - cría por las costas del Pacífico norte y el Atlántico norte;
- H. l. chapmani - cría en las islas Coronado y islas San Benito (Baja California);
- H. l. cheimomnestes - anida en invierno en isla Guadalupe (Baja California);
- H. l. socorroensis - anida en verano en isla Guadalupe (Baja California).

Su nombre científico deriva del griego, su género Hydrobates es la combinación de los términos Ὕδρος (hudro), «agua», y βάτης (bates), «que sube o monta». Por otra parte, su nombre específico es la combinación de los términos (leukos) «blanco» y ὀρρός (orrhos) «rabadilla».

## Distribución y hábitat
Fuera de la época de cría es estrictamente pelágico, y tras ella se extiende por todo el Atlántico y el Pacífico septentrional. Como además suele criar en lugares remotos el paíño boreal es un ave difícil de ver desde tierra. Solo durante las tormentas esta especie puede ser empujada hacia tierras continentales. A diferencia del paíño europeo no sigue a los barcos.

## Comportamiento

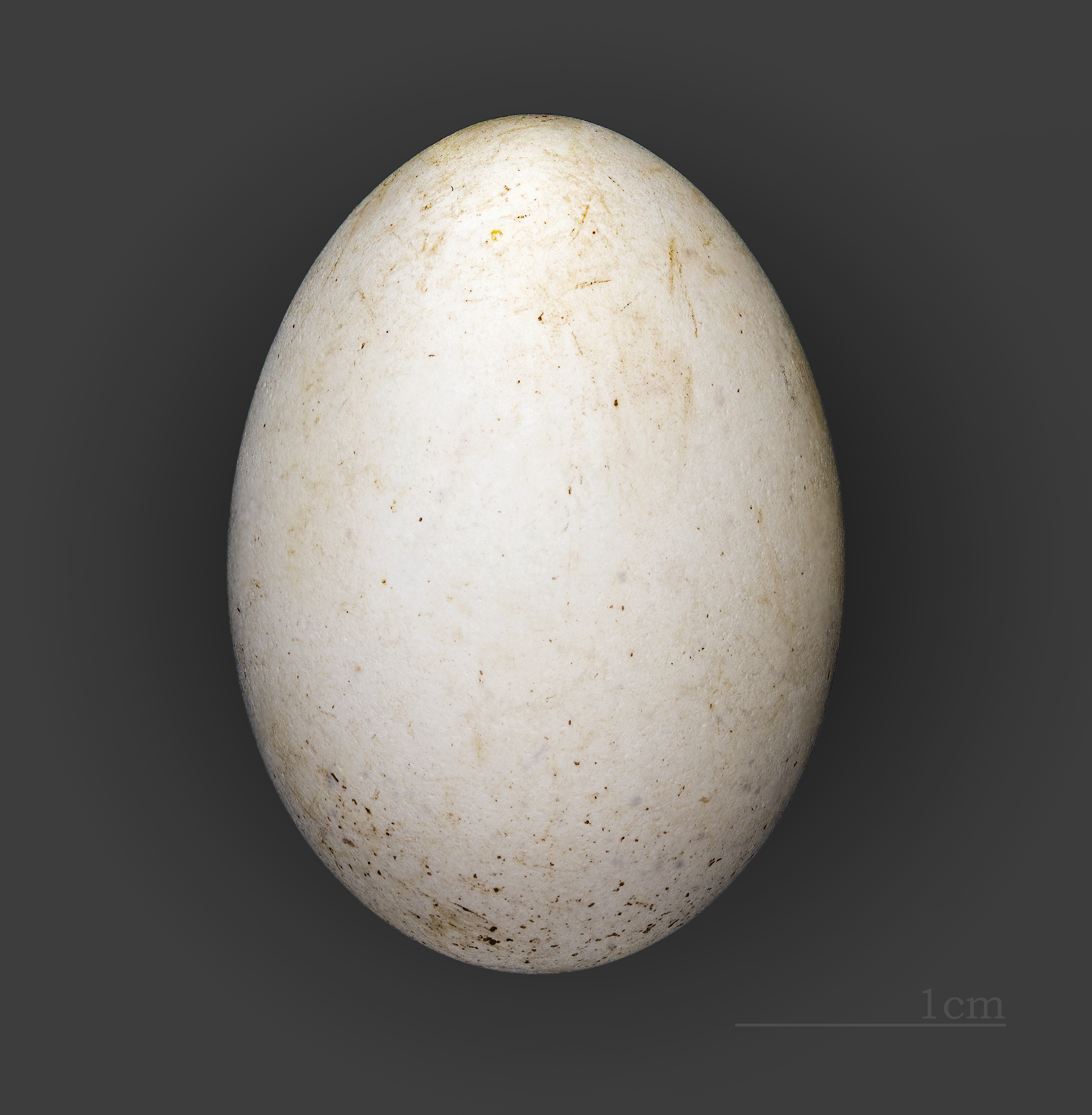
El huevo.

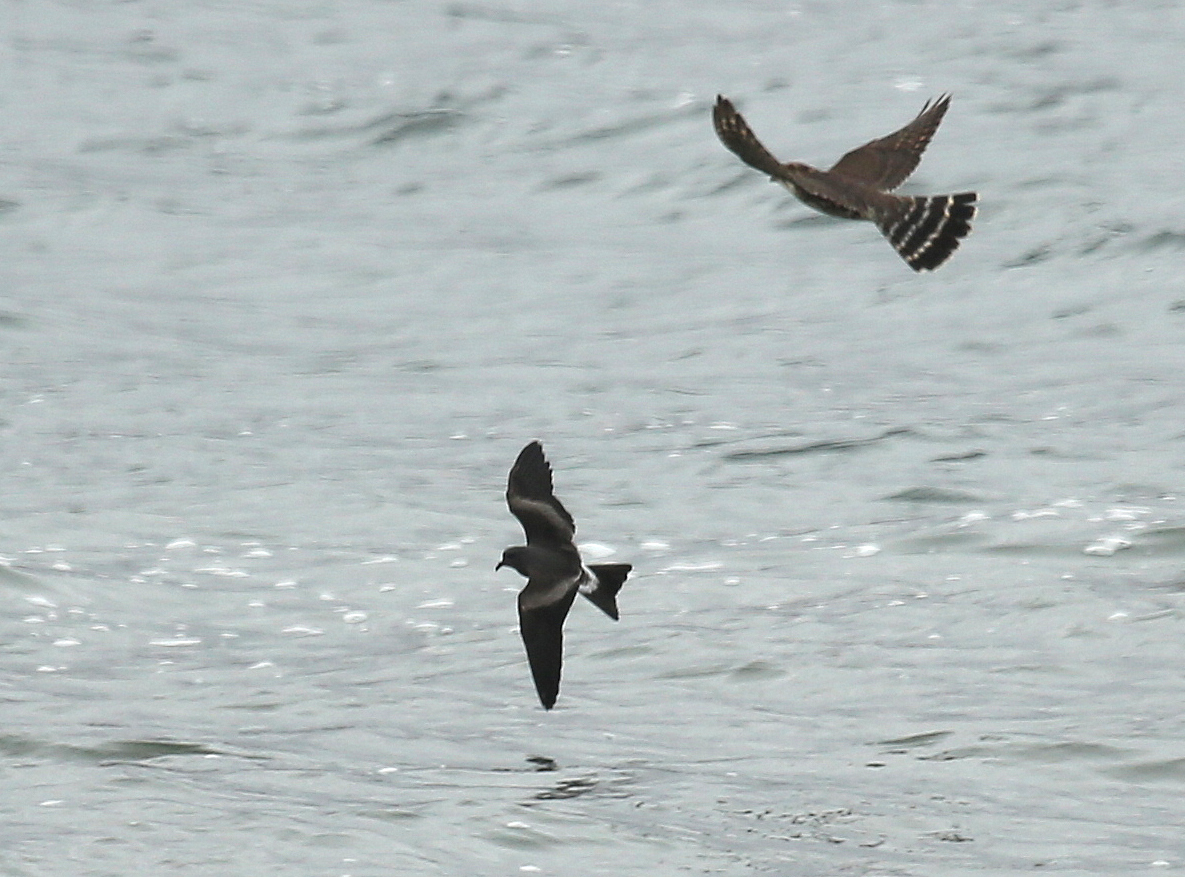
Paíño boreal escapando de un esmerejón.

Se alimentan principalmente de invertebrados marinos del plancton, como el kril, los copépodos y una forma de anfípodo que parasita las bolsas gonadales de las medusas. También se alimentan de una gran cantidad de mictófidos (peces linterna) que solo se encuentran en las aguas superficiales por la noche en las laderas de la plataforma continental. Se ha observado a algunos individuos alimentándose hasta a 1000 km de su colonia de cría.
Vive en alta mar la mayor parte del año, y llega a la costa por la noche solo para criar. Se reproduce una vez al año, de abril a julio, y ponen un único huevo. Anida en cavidades entre las rocas; un miembro de la pareja incuba, mientras el otro está en la mar alimentándose. Los ejemplares que están criando almacenan energía en forma de lípidos en unas bolsas delante de su estómago. Usan esta sustancia para sustentarse a sí mismos mientras incuban su único huevo, para alimentar a sus polluelos y también como mecanismo de defensa arrojándolo sobre el depredador que intente atraparlo, como otros de sus parientes. Hay pruebas que muestran que los padres alimentan a sus polluelos con presas diferentes de las que consumen ellos mismos. Los polluelos crecen hasta pesar casi el doble de lo que pesarán cuando dejan el nido totalmente emplumados al salir del nido a finales de septiembre. Las tormentas de otoño pueden arruinar las nidadas en las madrigueras de los polluelos a punto de emplumar.
Es un ave longeva como la mayoría de los procelariformes, a diferencia de otras aves de su tamaño. Tiene una vida media de 20 años, con un máximo registrado de 36 años. En 2003, Haussmann et al. descubrieron que los telómeros de los paíños se alargan con la edad, el único ejemplo de tal fenómeno conocido hasta la fecha. Aunque es bastante probable que lo misma ocurra en otros miembros de Procellariiformes, que todos tienen una gran longevidad en comparación con otras aves de su tamaño.